# Roland Arnold

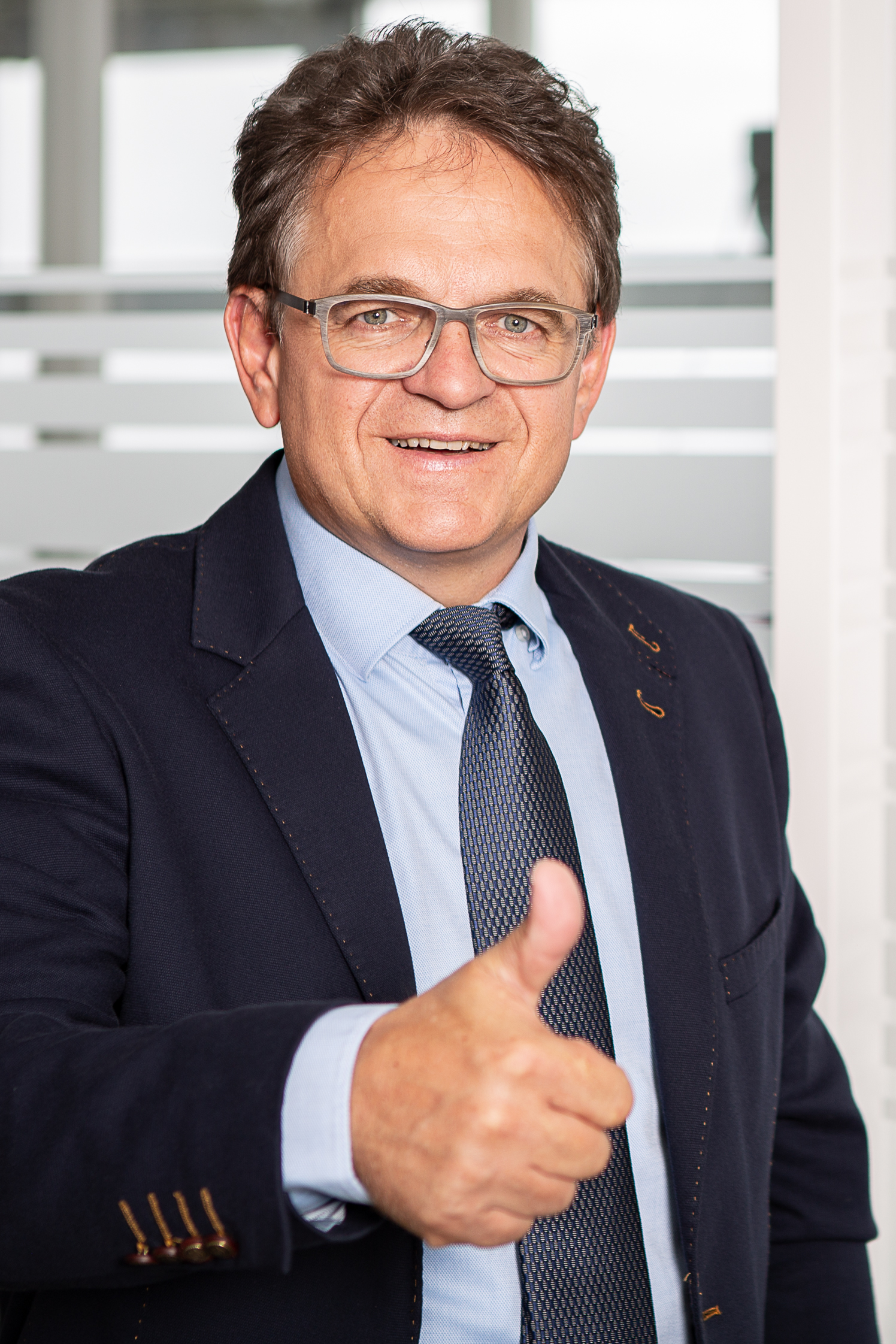
Roland Arnold (2018)

Roland Josef Arnold (* 31. Oktober 1965 in Pfronstetten-Aichelau) ist ein deutscher Unternehmer. Er ist Gründer und Geschäftsführer der Paravan GmbH in Pfronstetten-Aichelau, einem Unternehmen für behindertengerechte Fahrzeugausstattungen, sowie Entwickler des Drive-by-Wire-Systems Space Drive.

## Leben
Roland Arnold wuchs in einfacheren Verhältnissen als Sohn eines Landwirtes in Aichelau (Schwäbische Alb) auf. Als Arnold fünf Jahre alt war, starb sein Vater bei einem Traktorbrand. Er hat drei ältere Geschwister.
Arnold machte eine Ausbildung zum Kfz-Mechaniker und gründete 1989 auf dem Hof seiner Eltern, der von seinem ältesten Bruder übernommen wurde,  einen Reifenhandel, den Reifenservice Arnold. Später kam auch Karosseriebau dazu. Mit seinem Bruder fuhr Arnold in den 1990er-Jahren Mähdrescher als sogenannte Lohndrescher in den neuen Bundesländern.
Während einer Heimfahrt half er auf einem Autobahnrastplatz einer Frau, ihren querschnittsgelähmten Mann ins Auto zu hieven. Nach Arnolds Aussage brachte ihn diese Erfahrung dazu, nach Möglichkeiten zu suchen, um behinderten Personen die Nutzung von Fahrzeugen zu erleichtern oder überhaupt zu ermöglichen.
Roland Arnold ist mit Martina Arnold, geb. Schmid verheiratet. Die beiden haben zwei Söhne. Seine Frau Martina sowie seine beiden Söhne Kevin und Luca  sind ebenfalls bei der Paravan GmbH tätig. Zudem führen Kevin und Luca Arnold mit der Arnold NextG GmbH ihr eigenes Unternehmen.

## Wirken

### Behindertenmobilität
Arnold befasste sich mit der Entwicklung eines behindertengerechten Fahrzeuges, bei dem mit dem Rollstuhl direkt vor das Lenkrad oder auf den Beifahrerplatz gefahren werden konnte. 1998 wurde das erste Fahrzeug auf Basis eines Chrysler Voyagers vorgestellt. Das Fahrzeugkonzept beinhaltete eine Absenkung des Fahrzeuginnenbodens von der A-Säule bis zur C-Säule, um die Innenhöhe des Fahrzeuges zu steigern, sowie die Integration einer elektrisch ausfahrbaren Unterflurrampe im Fahrzeugboden. Zudem war das Fahrzeug mit einer pneumatischen Fahrzeugabsenkung ausgestattet, um den Einfahrwinkel der Rampe für den Rollstuhl möglichst gering zu halten. 2008 stellte Arnold einen speziell für das Autofahren entwickelten Elektrorollstuhl vor. Mit diesen Entwicklungen trug Arnold dazu bei, dass schwerstmehrfachbehinderte Menschen und Menschen mit progressiven Krankheitsbildern eigenständig ein Fahrzeug steuern können.

### Space Drive
Anfang des neuen Jahrtausends begann Arnold mit der Entwicklung eines Drive-by-Wire-Systems. Mit Space Drive entwickelte Arnold ein mehrfach preisgekröntes Fahrzeugbetriebssystem auf der technologischen Basis des Drive-by-Wire bzw. X-by-Wire oder Steer-by-Wire. 2013 folgte Space Drive 2, ein ausfallsicheres, digitales Steuerungssystem für den Einsatz in sicherheitsrelevanten Automotivanwendungen. Ein mit diesem Drive-by-Wire-System ausgerüsteter Tesla Model 3 war das weltweit erste Fahrzeug ohne Lenksäule, das eine Straßenverkehrszulassung erhielt. 2021 stellte Arnold seine Weiterentwicklung Space Drive 3 vor. Das dreifach redundante System soll den industriellen Einsatz erleichtern. Arnold erprobt seine Steer-by-Wire-Technologie, die als „Schlüsseltechnologie“ für das autonome Fahren gilt, erfolgreich im Automobil-Rennsport, zum Beispiel in der DTM-Rennserie und GTC Race. Im Juli 2022 startete Arnold selbst als Rennfahrer. In einem  GTC-Rennen auf dem Lausitzring erreichte er mit einem Mercedes-AMG GT3, ausgerüstet mit Space Drive, einen sechsten Platz.

### Unternehmensleitung
Neben der Inhaberschaft und Geschäftsführung der Paravan GmbH war Roland Arnold auch CEO der Schaeffler Paravan Technologie GmbH & Co. KG. An diesem 2018 gegründeten Joint Venture hielt Arnold für Paravan 10 Prozent der Anteile, während 90 Prozent der Schaeffler-Gruppe gehörten. Ziel von Schaeffler Paravan ist die industrielle Weiterentwicklung der Space-Drive-Technologie. Im November 2022 ist Arnold vertragsgemäß aus der Geschäftsführung von Schaeffler Paravan ausgeschieden, da Schaeffler das Joint Venture vollständig übernommen hat.

### Gesellschaftliches Engagement
Im August 2010 gründete Roland Arnold mit seiner Frau Martina die Roland und Martina Arnold-Paravan-Stiftung, die sich für die Belange behinderter Kinder und Familien einsetzt.

## Tätigkeit als Schriftsteller
Im Oktober 2024 veröffentlichte Arnold seine Biografie Genial gezündet: Der Gamechanger der Fahrzeugindustrie mit meiner Drive-by-Wire-Erfindung. Die Autobiografie erschien im Härter-Verlag.

## Auszeichnungen (Auszug)
- 1998: 1. Preis beim Innovationswettbewerb der Handwerkskammer Reutlingen und der Kreissparkasse Reutlingen[33]
- 2003: VR-Innovationspreis für innovative Technologien, hohe Produktqualität und kundenorientiertes Denken im Bereich behindertengerechter Fahrzeugumbauten
- 2004: 1. internationaler Award, Innovationspreis auf der Pariser Messe Autonomic
- 2005: Deutscher Handwerkspreis
- 2006: Auszeichnung mit dem Gütesiegel „TOP 100“.
- 2007: 1. Preisträger – Innovationspreis Handwerkskammer Reutlingen. Überreicht durch Landeshandwerkskammerpräsident Joachim Möhrle und Vorstandsvorsitzender der KSK Reutlingen, Eugen Schäufele
- 2008: Anerkennung Innovationspreis des Landes Baden-Württemberg
- 2008: Erster Preisträger beim Bayerischen Staatspreis[34]
- 2008: Erster Preisträger beim CyberOne Hightech-Award
- 2009: Preis der Deutschen Außenwirtschaft
- 2009: Paravan wird zum Ausgewählten Ort im Land der Ideen[35]
- 2010: Mutmacher der Nation
- 2010: Wirtschaftsmedaille des Landes Baden-Württemberg[36]
- 2010: 1. Preisträger Innovationspreis der Deutschen Wirtschaft
- 2011: Großer Preis des Mittelstandes, „OSCAR-Gewinner“ und 1. Preisträger
- 2011: 1. Preisträger Innovationspreis der Deutschen Wirtschaft[37]
- 2011: 1. Preisträger Innovationspreis Handwerkskammer Reutlingen
- 2012: 1. Platz beim Deutschen Unternehmerpreis, verliehen vom Harvard Clubs of Germany im Frankfurter Opern Turm.[38]
- 2013: Premier Finalist beim Bundeswettbewerb Großer Preis des Mittelstands[39]
- 2013: Goldmedaille „Ruban d' Honneur“ beim European Business Award
- 2014: 1. Preisträger Deutscher Service-Innovationspreis
- 2015: Award for Research and Applied Engineering, Erster Preisträger für Forschung und angewandte Technik
- 2021: Rudolf-Diesel-Medaille für „die nachhaltigste Innovationsleistung“[40]
- 2025: Verdienstorden des Landes Baden-Württemberg[41]